# Via delle Terme
Via delle Terme è strada del centro storico di Firenze situata tra via Por Santa Maria e piazza Santa Trinita. La strada ha esempi di architettura medievale come torri e "palagi". 

## Storia
Il nome della strada ricorda le antichissime terme romane, che qui si trovavano e ricevevano le acque da un sofisticato sistema idrico che aveva inizio sul monte Morello. Le terme caddero in disuso con le invasioni barbariche ed in seguito in questa zona le ricche famiglie possidenti eressero numerose torri ("scapitozzate" in antico) e palazzi fortificati. La strada era il quartier generale della famiglia Buondelmonti, tra i primi guelfi della città, e qui passò il corteo funebre di Buondelmonte dei Buondelmonti, ucciso dalla famiglia rivale vicino al ponte Vecchio.
A differenza di altre strade di questa zona del centro, via delle Terme non venne manomessa dal "Risanamento" ottocentesco, né dalle distruzioni della seconda guerra mondiale. 
Fino all'entrata in vigore della legge Merlin, la strada fu "popolare" a Firenze per il fatto di ospitare una delle più celebri case di tolleranza fiorentine.

## Architetture
Aveva sede in via delle Terme l'Arte dei Galigai e si affacciava il retro del palazzo di Parte Guelfa, compresa la porzione "brunelleschiana". Poco lontano da via Por Santa Maria si trova la Torre dei Giudi.
Presso l'antico chiasso dei Manetti si trova il palagio Buondelmonti, che arriva fino a borgo Santi Apostoli, appartenente alla famiglia proprietaria anche della vicina torre dei Buondelmonti. La torre si trova davanti al retro del palazzo di Parte Guelfa e del palazzo Canacci. 
Altri edifici interessanti sono il palazzo de' Nobili, in angolo con via del Fiordaliso, palazzo Scali-Ricasoli e palazzo Bartolini-Salimbeni, che ha la facciata principale su piazza Santa Trinita.

## Epigrafi
Proprio sulla parete di palazzo Bartolini-Salimbeni una targa ricorda quando ospitava l'Hotel du Nord e vi risiedette James Russell Lowell:
James Russell Lowell

Poeta e critico americano

Studioso di Dante

Soggiornò nell'inverno del 1874

Traendo ispirazione dalla bellezza

Della città di Firenze»

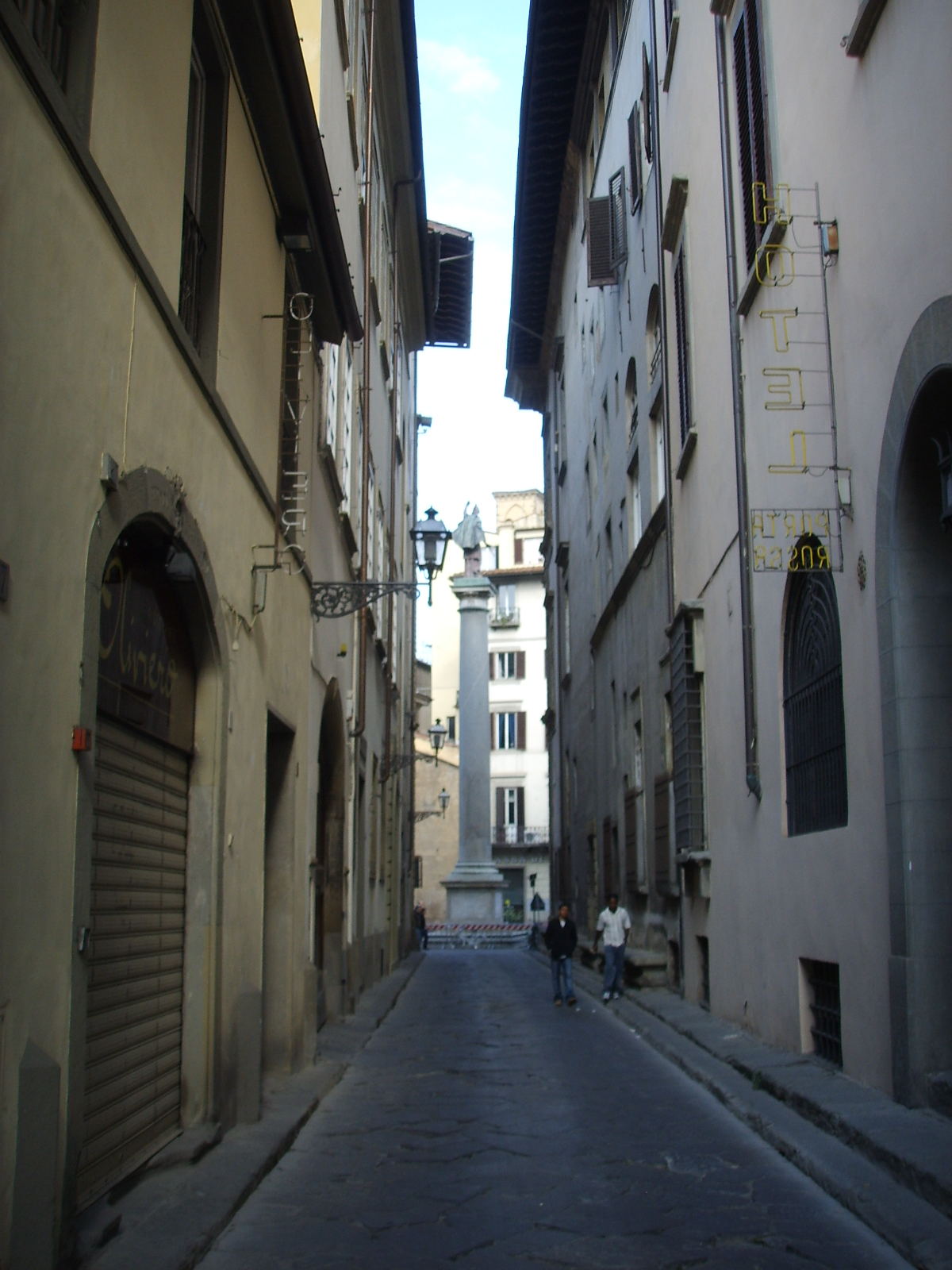
Verso la colonna della Giustizia

Un'altra epigrafe al 29, su palazzo Scali-Ricasoli, ricorda Guglielmo Marconi:
Mosse i primi passi nella via del sapere

Guglielmo Marconi

Inventore della telegrafia senza fili

Gl'insegnanti ed i condiscepoli di lui

Questa memoria posero

Maggio 1903»